# Guerras liberales
La guerra civil portuguesa, también conocida como guerras liberales (portugués: Guerras Liberais), guerra de los Dos Hermanos (Guerra dos Dois Irmãos) y guerra miguelina (Guerra Miguelista), fue un conflicto interno del Reino de Portugal, entre los liberales constitucionalistas o «pedristas» y los absolutistas o «miguelistas», que se dio entre 1828 y 1834.

## Antecedentes
La muerte del rey Juan VI el 10 de marzo de 1826 creó una disputa sobre la sucesión real. Se coronó a su hijo mayor Pedro I de Brasil, pero este sólo gobernó hasta el 2 de mayo porque ni portugueses ni brasileños querían la unión personal (en la persona del rey) de ambos países. Tuvo que abdicar en su hija de siete años, María da Glória, con la condición que se casara con su tío paterno Miguel de Braganza cuando tuviera edad. Revisó la Constitución portuguesa de 1822, promulgando una nueva el 26 de abril de 1826, y volvió al Brasil.

## Nueva constitución
Las cortes se dividían en dos cámaras, la alta, la elegía el monarca y eran 72 nobles y 19 obispos, y la baja, de diputados electos indirectamente por asambleas locales cada cuatro años. El voto era censitario masculino. El poder judicial estaba en mano de jueces y el ejecutivo de los ministros reales. El rey era un moderador con derecho a vetar cualquier ley, sin embargo, este intento de conciliación fue criticado por los extremistas de ambos bandos.

## Descontento
Miguel de Braganza recibió el pedido de asumir la Regencia el 3 de julio de 1827, y viajó hacia Lisboa desde Viena, donde vivía bajo la protección del canciller austriaco Klemens von Metternich, afín a las ideas absolutistas del portugués.
Desembarcó el 22 de febrero de 1828 en Lisboa como Lugarteniente y Regente. El 13 de marzo de ese mismo año, con el apoyo de la nobleza y la aristocracia, disolvió las Cortes y fue proclamado Rey Miguel I. Inmediatamente abolió la Carta Constitucional sancionada por su hermano y expulsó a su sobrina y heredera del trono. Obtuvo reconocimiento en todo el Reino, salvo en la isla de Madeira. Sometida por los miguelistas el 28 de agosto, y la Isla Terceira, que se convirtió en base liberal.  Austria apoyó a De Braganza en su ascenso al trono lusitano.
El 18 de mayo la guarnición de Oporto, núcleo del liberalismo lusitano, se alza en armas en nombre de Pedro, María y la Carta Constitucional, pero es vencida cuando el brigadier José Cardozo entra con 12.000 soldados a la plaza el 17 de julio. Toda futura revuelta es suprimida y miles de liberales deben exiliarse.

## Conflicto

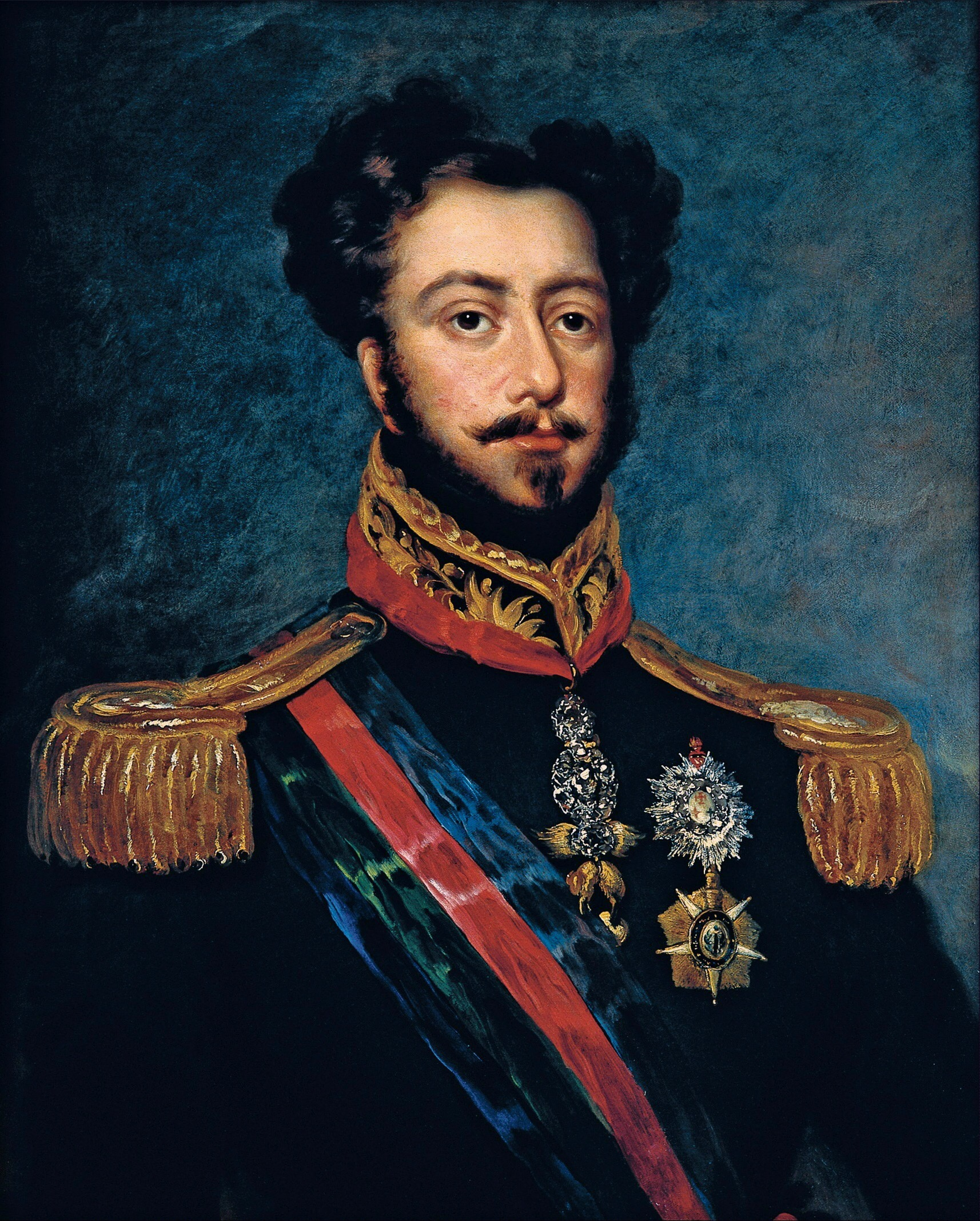
D. Pedro IV de Portugal.

Finalmente, el 7 de abril de 1831 Pedro abdicó el trono brasileño y seis días después viajó a Cherburgo-Octeville, donde llegó el 10 de junio y organizó una expedición militar para las Azores, en poder liberal desde su victoria naval en Praia da Vitória (11 de agosto de 1829). Salió de la Belle-Île-en-Mer el 10 de febrero de 1832, llegando a São Miguel el día 22 y desembarcando en isla Terceira el 3 de marzo. Asumió el título de duque de Braganza y regente de María. 
Tras prepararse para la campaña, el 8 de julio Pedro desembarco en la playa de la Memoria, cerca de Oporto, tomando la ciudad al día siguiente. Los miguelistas reaccionan y el día 27 les ponen sitio con 50 000 a 60 000 hombres hasta el 18 de agosto de 1833. Los pedristas eran apenas 8000 inicialmente, incluyendo 500 jinetes, 100 cañones en las fortificaciones de la urbe y una flotilla defendiendo por mar y el río. El fallido asedio cuesta la vida de 5000 pedristas, 10 000 civiles y 23 000 miguelistas. Son incapaces de tomar la ciudad, pero los liberales, deseosos de acabar con su inmovilidad, envían a António Severim de Noronha, duque de Terceira, a Faro y después a Alentejo, entrando a Lisboa el 24 de julio, proclamando reina a María. Mientras, el escocés Charles John Napier al mando de la flota vencía a los miguelistas en el cabo de San Vicente el 5 de julio, desembarcando un ejército que avanzó a Lisboa desde el sur. En la fase final, los absolutistas controlaban las áreas rurales mientras los liberales las ciudades. Finalmente, el 16 de mayo de 1834 se dio la batalla de Aceiceira, venciendo los pedristas a los miguelistas. Los absolutistas aún contaban con 16 000 hombres pero quedaron rodeados en Évora-Monte.

## Consecuencias
El 24 de mayo se declara un alto al fuego y dos días después se firmaba la Convención de Évora-Monte. Miguel debía rechazar formalmente el trono a cambio de una pensión anual y abandonar Portugal para no regresar nunca más. Pedro pudo restaurar la Constitución, pero no disfruto mucho la victoria, murió el 24 de septiembre.
El primer acto de Pedro fue confiscar las propiedades de los que habían apoyado a Miguel. También suprimió las órdenes religiosas y confiscó sus propiedades, rompiendo las relaciones de amistad con Roma hasta 1841. Esas tierras (equivalentes a las de la corona) sirvieron para pagar las deudas de la guerra civil y enriquecer a una capa de terratenientes.
El país vivió un aumento inmenso después de la guerra. Muchos miguelistas debieron exiliarse, pero volverían a alzarse a mediados de la década siguiente en Maria da Fonte y Patuleia al grito de «Deus, Patria, Rei».
La intervención de la Cuádruple Alianza a favor de Pedro causó molestia entre las potencias absolutistas (Austria, Prusia y Rusia). Don Carlos debió huir a Inglaterra, justo cuando comenzaba la Primera Guerra Carlista.